# Муэма
Муэма (порт. Moema) — муниципалитет в Бразилии, входит в штат Минас-Жерайс. Составная часть мезорегиона Центр штата Минас-Жерайс. Входит в экономико-статистический микрорегион Бон-Деспашу. Население составляет 7258 человек на 2006 год. Занимает площадь 202,663 км². Плотность населения — 35,8 чел./км².
Праздник города — 12 декабря.

## История
Город основан 12 декабря 1953 года. 

## Статистика
- Валовой внутренний продукт на 2003 год составляет 28 897 898,00 реалов (данные: Бразильский институт географии и статистики).
- Валовой внутренний продукт на душу населения на 2003 год составляет 4178,41 реалов (данные: Бразильский институт географии и статистики).
- Индекс развития человеческого потенциала на 2000 год составляет 0,773 (данные: Программа развития ООН).

## География
Климат местности: тропический.